# Družina
Družina je osnovna enota človeške družbe, čeprav jo v širšem smislu poznamo tudi v živalskem svetu, in je skupnost članov, ki jih vežejo bivanjske, prijateljske ali sorodstvene vezi. George Peter Murdock človeško družino opredeljuje kot družbeno skupino dveh spolov, za katero so značilni skupno bivanje, ekonomsko sodelovanje in reprodukcija. Mogoče so tudi enostarševske (ali samohranilske) družine, istospolne družine in družine, ki jih sestavljajo le otroci, zaradi česar je treba na pojem družine gledati še bolj široko. V različnih kulturah poznajo različne oblike in velikosti družin.

## Funkcije
Osnovne funkcije družine so biološko-reprodukcijske, psihološke, ekonomske in sociološko-kulturne. V tradicionalni družbi je bila družina multi-funkcionalna skupina, zato je zadovoljevala večino potreb svojih članov, a je do danes izgubila veliko svojih funkcij, ki so prešle na posamezne institucije kot so vrtci, šole, podjetja, sirotišnice, domovi za ostarele, zdravstvene ustanove, politične organizacije. 
V skladu s spoznanji psihologije je sociolog Talcott Parsons ugotovil, da družina v modernih družbah še vedno ohranja izjemno vlogo pri primarni socializaciji, ki se nanaša na socializacijo v zgodnjem otroštvu, med tem ko pri sekundarni socializaciji, do katere prihaja v kasnejših letih, večjo vlogo prevzamejo drugi dejavniki. Po Parsonsu ima primarna socializacija dve bistveni vlogi: ponotranjenje družbene kulture in strukturiranje osebnosti .«

## Tipologija družin

### Patriarhalne in matrifokalne družine
Glede na spol najpomembneše družinske osebnosti ločimo patriarhalne družine, ki jih vodi moški, in matriarhalne oziroma matrifokalne družine, kjer ima izpostavljeno vlogo ženska. Ključno osebnost v družini praviloma pomembno sodoloča njena ekonomska vloga v družbi, zaradi česar so se pojavile celo ideje o zgodovinskem obstoju matriarhalne družbe. Podlage za preverjanje takšne hipoteze najdemo predvsem v ekonomski zgodovini in v primerjalni mitologiji . Vendar so ideje o obstoju matriarhalne družbe lahko pogojene z moderno ideologijo emancipacije žensk. Do danes raziskovalci s pomočjo antropoloških in arheoloških študij še niso mogli z gotovostjo potrditi obstoja katerekoli matriarhalne družbe, saj je po dosedanjih dokazih vloga moških tudi v družbah s poudarjeno vlogo žensk ostajala ves čas pomembna, družbe pa so se razlikovale le po tem ali je imela ženska v njej večjo ali pa obrobno vlogo, npr. v matriliearnosti ali  v stopnji matrifokalnosti posameznih družin . Ločevati moramo med nedokazanim matriarhatom kot družbeno ureditvijo in obstojem matriarhalnih/matrifokalnih družin.

### Patrilinearne in matrilinearne družine
Glede na kriterij kako se prenaša pripadnost rodu, ločimo patrilinearno družino, kjer se pripadnost prenaša po očetovi strani, ter matrilinearno družino, kjer se pripadnost prenaša po materini strani. Patrilinearno oziroma matrilinerano družino moramo ločevati od patriarhalne ali matrifokalne, saj je npr. glede na spol vodilnega člana družina lahko patriarhalna, glede na prenos pripadnosti rodu pa matrilinearna.

### Razširjene in nuklearne družine
Nuklearno družino sestavljajo dve odrasli osebi v razmerju  oziroma vsaj ena odrasla oseba, na drugi strani pa vsaj en biološki otrok oziroma posvojenec teh odraslih oseb. Zaprt tip družine je istoveten z nuklearno družino in je značilen predvsem za današnji Zahodni svet. Razširjena družina pa vsebuje več nuklearnih družin in je razširjena bodisi vertikalno (več generacij) ali horizontalno (bratje, haremi) . Zgodovinski razvoj je zaradi pojavljanja mobilne delovne sile in specializiranih ustanov, ki prevzemajo funkcije, ki jih je izvajala tradicionalna družina, pripeljal do propadanja razširjene družine.

### Izven-zakonske in na zakonski zvezi osnovane družine
Družine lahko delimo na družine, ki temeljijo na zakonski skupnosti, in na družine, ki temeljijo na izven-zakonski skupnosti, pri čemer se kot merilo uporablja poroka med partnerji. V Zahodnem svetu se je močno povečalo število otrok, rojenih izven zakonske skupnosti: na Švedskem je bilo leta 1994 kar 50 % otrok rojenih neporočenim staršem .

### Gospodovalne, demokratične in permisivne družine
Glede na način kako se rešujejo težave, s katerimi se sooča družina, ločimo avtoritarne, permisivne in demokratične družine. V avtoritarnih družinah rešitev izbirajo le starši ali eden od staršev. Če se otroci ne strinjajo z izbrano rešitvijo, so kaznovani ali vsaj prisiljeni spoštovati odločitev staršev. V teh družinah starši v igri moči praviloma zmagajo, otroci pa izgubijo. V permisivnih družinah je situacija obratna: starši sicer lahko poskušajo prepričevati z argumenti, toda če se otrok še naprej upira, se vdajo, zato praviloma zmagajo otroci, starši pa izgubijo. Demokratične družine se nasprotno posvečajo skupnemu iskanju rešitve . 
Za demokratično družino so značilne sledeče značilnosti : 
- čustvena in seksualna enakopravnost
- vzajemne pravice in odgovornosti v odnosih
- starševstvo v sodelovanju med partnerjema
- formalni dogovor o starševstvu
- dogovorno utemeljena avtoriteta nad otroki
- odgovornost otrok do staršev
- družbeno integrirana družina

### Toddova in Le Playeva tipologija družin
Frédéric Le Play je v 19. stoletju izdelal evropsko tipologijo družin na podlagi odnosov med očeti in sinovi. Upošteval je dve temeljni dimenziji in sicer dimenzijo avtoritete-svobode med očeti in sinovi in dimenzije enakosti-neenakosti med sinovi samimi. Na tej osnovi je razlikoval med nestabilno družino in dvema vrstama sestavljene družine, to je patriarhalno in debelsko (famille souche) družino . Emmanuel Todd je v tako zasnovano tipologijo po potrebi vključil položaj žensk, patriarhalno družino je preimenoval v komunitarno, debelsko v avtoritarno, nestabilno pa v nuklearno, ki jo je razdelil v dve obliki. Tako lahko na evropskih tleh govorimo o štirih tipih družin :  
|                                                | Ne-vertikalnost med starši in otroki | Vertikalnost med starši in otroki |
| ---------------------------------------------- | ------------------------------------ | --------------------------------- |
| Enakost med brati                              | Egalitarna nuklearna družina         | Eksogamna komunitarna družina     |
| Neenakost ali neopredeljenost odnosa med brati | Absolutna nuklearna družina          | Avtoritarna družina               |

Emmanuel Todd je tem štirim skupinam dodal še vrsto drugačnih tipov družin drugod po svetu in tako poznamo osem vrst družin :
- egalitarna nuklearna družina, za katero je značilna velika egalitarnost. Najdemo jo v severnem delu Francije, v večini Italije, na jugu Portugalske in Španije, na Poljskem, v Romuniji in Grčiji ter v Latinski Ameriki (a ne med domorodci in ne na Kubi).
- eksogamna komunitarna družina, za katero je značilna neenakost v vertikalnih odnosih in enakost med otroci. Pojavlja se v večini slovanskih dežel, v Toskani, v severni Indiji, v Mongoliji, na Kitajskem, v Vietnamu in na Kubi; v starih časih je bila značilna za stari Rim.
- absolutna nuklearna družina, za katero je značilen ne-vertikalen odnos med starši in otroki, razmerje med otroki pa je nedoločeno. Pojavlja se v anglo-saškem svetu (a brez Quebeca), na Danskem in v jugozahodnem delu Nizozemske; v starih časih je bila značilna tudi za staro Grčijo.
- avtoritarna družina, za katero je značilen vertikalen odnos med starši in otroki ter neenakost med otroki. Prevladuje v večini germanskih dežel, na vseh keltsko govorečih območjih, v jugozahodni Franciji, v francoski Savoji in francoski Flandriji, v Alzaciji, Loreni, v celotni Belgiji, v severni Španiji in na severu Portugalske, v Benečiji, v Furlaniji, v Sloveniji, na Češkem, v Izraelu, v Koreji in na Japonskem.
- sistem endogamne komunitarne družine, za katero je značilno, da imajo ženske praviloma nizek družbeni položaj, da je avtoriteta očeta šibka, da družino obvladujejo povezani bratje, in da se vsaj del porok opravi med bratranci in sestričnami (otroci bratov). Endogamna komunitarna družina je značilna za območja turških in arabskih dežel, pa tudi za Iran in Pakistan.
- afriški tip družine najdemo v Podsaharski Afriki in zanjo sta značilna nestabilnost in poligamnost.
- asimetrična komunitarna družina je komunitarna družina, kjer je dovoljena endogamnost pri porokah med otroki bratov in sester, velja pa prepoved porok med otroki bratov. Ta ločevalni tip družine najdemo v južni Indiji, na njegovo oblikovanje je vplival razvoj kastnega sistema.
- anomična družina, kjer so vzorci dedovanja nezanesljivi. Najdemo jo v jugovzhodni Aziji (razen v Vietnamu), pri ameriških domorodcih; v starih časih je bila značilna tudi za faraonski Egipt.

Emmanuel Todd je leta 1981 prišel do spoznanja, da v Evropi obstaja korelacija med prevladujočimi tipi družin  in ekonomskim ter političnim razvojem posameznih družb, in da v času prehoda iz predmodernega v moderni svet dežele z različnim tipom družin prihajajo v različne prehodne krize. Leta 2001 je k temu dodal še ugotovitve za endogamno komunitarno družino v islamskem svetu : 
|                           | egalitarna nuklearna družina | eksogamna komunitarna družina | absolutna nuklearna družina | avtoritarna družina            | endogamna komunitarna družina  |
| ------------------------- | ---------------------------- | ----------------------------- | --------------------------- | ------------------------------ | ------------------------------ |
| značilno območje          | Latinska Evropa              | Rusija                        | Anglija                     | Nemčija                        | Pakistan, arabske dežele       |
| religija                  | katolicizem                  | pravoslavje                   | anglikanstvo                | protestantizem                 | islam                          |
| vplivni filozofski nazori | egalitarni individualizem    | komunizem                     | liberalni kapitalizem       | etnocentrični avtoritarianizem | islamska filozofija            |
| Prehod v moderno          | Francoska revolucija         | Oktobrska revolucija          | Cromwellova diktatura       | vzpon nacizma                  | vzpon islamističnega terorizma |

## Družina kot politično vprašanje
Razpadanje tradicionalne družine, naraščanje enostarševskih družin in istospolnih skupnosti med zagovorniki različnih političnih nazorov sprožajo različne odzive in razprave. Konservativni pol se s težavami sodobnih družin sooča tako, da zagovarja ponovno uveljavljanje vrednot tradicionalne družine, med tem, ko liberalnejši pol te težave pogosto vidi kot začasno oziroma prehodno stanje in praviloma ne verjame, da so stare vrednote ustrezen odgovor na nove razmere; za težave skuša poiskati nove rešitve.
Ureditev družinskega prava v Sloveniji je izhajala s Zakona o zakonski zvezi in družinskih razmerij (z leta 1976), ureditev je bila večkrat popravljena in revidirana, tudi zaradi novih mednarodnih in ustavnih sprememb. Leta 2011 je bil sprejet nov Družinski zakonik, ki je definiral tudi družino, ki dotlej ni bila zakonsko definirana, pomembno pa je tudi definiral tudi druge oblike družinskih razmerij. Zaradi občutljivosti teme je postalo to predmet globokih in resnih političnih protestov, demonstracij in drugih političnih akcij. Nasprotniki družinskih reform so razpisali tudi zakonodajni referendum marca 2012, kjer je bil družinski zakonik zavrnjen. Mnogi slovenski strokovnjaki so ga kritizirali in izrazili jasne pomisleke k novi ureditvi. Referendum je bil najbolj zaznamovan z določanjem pomena družine, kar si je zadal nov družinski zakonik, odzvali so se politični aktivisti, delno tudi s cerkvenih krogov. Zakonik je urejal tudi področje posvojitev, rejništva, nasilja v družini in položaj otroka med ločitvijo, a se je velika večina javne polemike osredotočila na le en člen, ki je urejal posvojitev otroka, če je eden od istospolnih partnerjev njegov biološki starš.Ta člen je namreč omogočal posvojitve otrok istospolnim parom. Država po opravljenem referendumu eno leto ne sme sprejeti zakona ali zakonov, ki bi urejali to področje, saj bi bilo to v nasprotju z voljo večine volivcev.
Ta za javnost sporen zakonski člen je pritegnil določen procent konzervativnih volivcev, ki je bil ob slabi udeležbi (30%) in apatični javni debati dovolj pomemben, da so vplivali na volilni rezultat družinskega zakonika.
Politično urejanje tega področja je občutljivo, ocene sprememb in reform pa se vidijo ob menjavah generacij, zato so reforme podvržene močnih konzervativnih težnjam, delno tudi zaradi želje po predvidljivih odločitvah sodišča pri teh občutljivih vprašanjih. Otrok in njegovi interesi se ob znatnih razlikah med ureditvami zaplete v nerazumne in utrujajoče težnje. Želja po enakovrednosti družin obremenjuje otroka, saj mora zagovarjati zakonodajne spremembe svojim vrstnikom in okolici. To pa ne bi smela biti niti naloga učitelja, kaj šele šoloobveznega otroka.
Reforma družinskega prava se nadaljuje tudi zaradi vedno novih problematik na področju družinskega prava. Želja po trdni kvalitetni ureditvih vseh zapletov na tem področju zagotavlja, da bodo reforme dokončane.

## Statistični podatki za Slovenijo
Po podatkih registrskega popisa prebivalstva je bilo v Sloveniji v začetku leta 2011 567.347 družin, v njih pa je živelo 81 % prebivalcev Slovenije. Povprečna družina je štela tri člane. Največji delež so predstavljale družine z zakonskim parom in otroki, teh je bilo več kot 237.000 ali 22 % vseh, vendar pa se število takih družin številčno zmanjšuje že tri desetletja. V zadnjih letih se je najbolj povečalo število zunajzakonskih skupnosti, v katerih se je rodila že več kot polovica otrok. Vsaka četrta družina  je bila enostarševska. V 76 % vseh družin je živel vsaj en otrok, ki je bil v povprečju star 18,6 leta. V največji družini je živelo 13 otrok, sicer pa je povprečno število otrok v družini z otroki znašalo 1,56 otroka.